# Крейчий, Франтишек Вацлав
Франтишек Вацлав Крейчий (чеш. František Václav Krejčí; 4 октября 1867, Ческа-Тршебова — 30 сентября 1941, Прага) — чешский писатель.
Окончил учительский институт в Градце-Кралове (1886), до 1895 г. преподавал в родном городе Ческа-Тршебова. С 1895 г. в Праге, работал редактором — первоначально в газете České Noviny, а в 1897—1933 гг. в социал-демократическом издании «Práva lidu», заведовал отделом культуры и искусства. В 1895 г. подписал Манифест чешского модернизма.
Начал публиковаться в середине 1890-х гг. как эссеист, критик и переводчик. Перевёл, в частности, романы Гюстава Флобера «Саламбо» и «Искушение святого Антония», роман Виктора Гюго «Девяносто три», избранные главы из книги Фридриха Ницше «Так говорил Заратустра» (1896), произведения Августа Стриндберга, Анатоля Франса, Франка Ведекинда и др. Опубликовал очерки о Генрике Ибсене (1897), Кареле Махе, Ярославе Врхлицком, Яне Неруде, Юлиусе Зейере и др. В 1909 году вышел первый роман Крейчего «Золотая звезда» (чеш. Zlatá hvězda), за ним последовал ряд других, из которых наиболее известен «Дух и кровь» (чеш. Duch a krev; 1929). Крейчий также написал ряд драматических сочинений.
Почётный доктор Карлова университета (1937).